# Majadahonda (mișcare de rezistență antisovietică)
Majadahonda (pe numele complet Organizația Antisovietică a tineretului studios „Majadahonda”) a fost o mișcare de rezistență antisovietică din Basarabia, județul Orhei, înființată la 1 august 1940 de Anatol Gumă, Pavel Boguș, Victor Gumă, Grigore Mihu, Constantin Sârbu, Onisim Cozma, Ion Bacalu, Victor Brodețchi, Anatol Cotun, Dumitru Dobândă, Vichentie Eprov, Mihai Grăjdeanu și Eugen Brașoveanu, cuprinzând un grup de aproximativ 32 de liceeni, studenți și profesori de la Liceul „Vasile Lupu” și Școala nr.2 din Orhei. Se știe că membrii organizației aveau drept scop principal - răsturnarea puterii sovietice în Basarabia și unirea ei cu România. Se consideră că „Majadahonda” a fost prima mișcare de rezistență antisovietică din Basarabia, iar la data depistării ei de către autoritățile sovietice, în 31 mai 1941, formațiunea număra peste 53 de membri activi.

## Înființarea
Organizația a fost înființată la 1 august 1940, fiind condusă de Anatol Gumă - președinte și adjunctul său Victor Gumă. Denumirea „Majadahonda” provine de la localitatea Majadahonda din Spania, unde doi voluntari români din Mișcarea Legionară (Ion I. Moța și Vasile Marin) luptând de partea trupelor franchiste, fuseseră uciși de trupele legaliste republicane la data de 13 ianuarie 1937, în decursul Războiul Civil Spaniol (1936-1939). Organizația „Majadahonda” își alege și un consiliu coordonator în care au fost propuși șefii a patru echipe. Tot în acea perioadă s-a decis înființarea unui ziar al organizației Cu fruntea-n sus al cărui redactor a fost numit Gheorghe Martânov. Printre membrii cei mai activi se numărau, pe lângă fondatori, Oleg Frunză, Constantin Sârbu, Vlad Elexeev, Eleonora Vascan, Tamara Jovmir, Arcadie Țelea - student la Iași, Segiu Buiuc, profesorii Dumitru Munteanu și Maria Majaru ș.a.

## Activitatea
Până în decembrie 1940, organizația a întreprins un șir de acțiuni subversive împotriva sovieticilor: distribuirea de proclamații, realizarea unor înscripții pe pereții clădirilor - „Nu dați crezare ocupanților bolșevici!”, „Cărați-vă acasă, barbarilor!”, „Moarte ocupanților staliniști!”.
Membrii organizației au ajutat comunitatea românească fotografiind aerodromul militar sovietic de la Ciocîlteni și trimițând imaginile Statului Major al Armatei Române.
În săptămâna de dinainte de Crăciunul anului 1940, Anatol Gumă, președintele organizației „Majadahonda” a propus o acțiune importantă. Astfel încât, în data de 25 decembrie 1940, pe geamurile Școlii Medii din Orhei au fost lipite afișe anticomuniste. Apoi a fost arborat tricolorul pe trei dintre cele mai importante clădiri din oraș: pe imobilul care adăpostea sediul NKVD-ului, pe clădirea fostei prefecturi, unde se afla sediul Comitetului de Partid Bolșevic, și la Primărie.

## Desființarea
Arestarea lui Anatol Gumă, Vsevolod Ciobanu, Dumitru Avramoglo, Dumitru Stici și Vlad Alexeev, la 30 ianuarie 1941, și confiscarea documentelor în care figurau numele mai multor membri ai organizației au pus capăt acestor planuri ale „Majadahondei”. Anatol Gumă, conducătorul mișcării, avea să declare – declarație consemnată în dosarul penal ce i s-a instrumentat – „Lupt împotriva regimului de ocupație, care ne-a furat libertatea, din convingere și am un scop bine determinat: reîntregirea cu Țara Mamă, discreditarea regimului stabilit în Basarabia”. Și încheia cu cuvintele: „Sunt tânăr și iubesc viața și libertatea. Oricine la 19 ani iubește viața și luptă pentru ea”.
Din ianuarie până în iunie 1941, anchetatorii sovietici au încercat să strângă probe împotriva grupului. Autoritățile anunțaseră că „organizația naționalistă contrarevoluționară, teroristă” a tineretului studios din Orhei a fost lichidată. În noaptea de 23 spre 24 iunie 1941, un tribunal militar detașat special de la Odesa la Chișinău, a judecat în grabă toate dosarele. Cei care împliniseră 18 ani au fost executați pe loc, iar ceilalți au fost trimiși în lagărele Gulagului, cu pedepse între 10 și 25 de ani. Pe parcusrul anchetei peste 50 de persoane au fost arestate și judecate pentru că participaseră, direct sau indirect, la acțiunile „Majadahondei”.
La 24 iunie 1941, Tribunalul Militar al Districtului Militar Odesa a emis sentința cu privire la condamnarea inculpaților la pedeapsa capitală - moarte prin împușcare pe următorii membri ai organizației „Majadahonda”:
- GUMĂ Anatol Ștefan, a.n. 1921, s. Brânzeni, elev, a. II, Șc. Ped.
- EPROV Vichentie Profir, a.n. 1920, s. Verejeni, elev, a. II, Șc. Ped.
- MIHU Grigore Ion, a.n. 1921, s. Ghiduleni, elev, a. II, Șc. Ped.
- BRODEȚCHI Victor Vasile, a.n. 1922, s. Puțuntei, elev, a. II, Șc. Ped.
- COTUN Anatol Tudor, a. n. 1922, s. Sămășcani, elev, a. I, Șc. Ped.
- DOBÂNDĂ Dumitru Mihai, a.n. 1921, s. Ghetlova, elev, a.II, Șc. Ped.
- CIZMĂ Onisim Ștefan, a.n. 1922, s. Vășcăuți, elev, a.II, Șc. Ped.
- GRĂJDEANU Mihai Haralambie, a.n. 1922, elev, a. II. Șc. Ped.

A FOST EXECUTATĂ la 27 iunie 1941
Secretarul judecății Tr. Militar al D.M.O. (Akselrod)

## Jurământul „Majadahondei”
„Eu, cetățean al României, patriot al neamului românesc din provincia Basarabia, în aceste clipe grele pentru țara noastră jur:
- Jur să nu-mi precupețesc puterile și viața în lupta cu ocupanții sovietici;
- Jur să lupt cu toate mijloacele posibile pentru eliberarea pământului strămoșesc de sub călcâiul bolșevic;
- Jur să lupt până la ultima picătură de sânge pentru eliberarea Basarabiei și unirea cu Patria-Mamă;
- Jur, în caz de voi cădea în mâinile călăilor, să nu-mi trădez cauza și tovarășii de luptă;
- Dacă sub torturi voi divulga secretele organizației sau numele colegilor mei, blestemul și sângele lor să cadă nu numai asupra mea, ci și pe tot neamul meu.
- Dacă voi încălca acest jurământ, pedeapsa lui Dumnezeu și a colegilor mei să mă șteargă de pe fața pământului ca trădător ticălos, iar numele meu să fie batjocorit în veac. Moarte ocupanților bolșevici și trădătorilor de neam!”[10]